# Bazarnosyzganskij rajon
Il Bazarnosyzganskij rajon (in russo Базарносызганский район?) è un rajon dell'Oblast' di Ul'janovsk, nella Russia europea meridionale; il suo capoluogo è Bazarnyj Syzgan.